# Боровиха (река)
Боровиха — река в России, протекает в районе Печора Республики Коми. Правый приток Печоры.
Река Боровиха протекает через еловые и берёзовые леса. Устье реки находится восточнее города Печора в 890 км по правому берегу Печоры. Длина реки составляет 10 км.

## Данные водного реестра
По данным государственного водного реестра России относится к Двинско-Печорскому бассейновому округу, водохозяйственный участок реки — Печора от водомерного поста у посёлка Шердино до впадения реки Уса, речной подбассейн реки — бассейны притоков Печоры до впадения Усы. Речной бассейн реки — Печора.
Код объекта в государственном водном реестре — 03050100212103000063696.